# 格闘代理戦争
『格闘代理戦争』（かくとうだいりせんそう）は、ABEMA制作の格闘ドキュメンタリー番組。2017年10月よりABEMA 格闘チャンネルで配信開始。日本初の本格格闘技リアリティーショーを謳う。キャッチコピーは「格闘界に次世代スターを送り込め」。

## 概要
名声あるレジェンド格闘家が原石と称される次世代選手を推薦、育成し、次世代選手によるトーナメント戦を選定し、それに伴い、選手のサポート・バックアップを行うことで、選手の強化や育成を図るというのが、主な構成となっている。そのトーナメントの相手によって、選手自身が得意な戦法を生かしたり、苦手な分野を克服したり、レジェンド格闘家による必殺技の伝授などの側面を追う格闘技ドキュメンタリーである。
1st Season は 立ち技（K-1）、2nd Season は 総合格闘技（MMA）、3rd Season は 女子格闘技（MMA）、4th Season は立ち技（K-1）とシーズンごとに対象となる格闘技種目は異なっている。
初期より山本“KID”徳郁が関わっており、訃報の際には特別追悼企画が配信された。

### 格闘代理戦争 3rd Season
8組（当初は4組だった）のレジェンド格闘家が原石を育てながら、トーナメント形式で戦いを繰り広げていくドキュメント番組で、2018年9月29日より毎週土曜日、22時から放送。試合の回は生中継で配信される。
優勝者には賞金300万円と、ONE Fighting Championshipとのプロ契約が約束されている。12月29日、平田樹が古瀬美月を破り優勝した。

### 格闘代理戦争 4th Season
テーマは再びK-1。第一線で戦う武尊、皇治、久保優太、木村”フィリップ”ミノル、芦澤竜誠が監督となり、魔裟斗が監修者となる。優勝チームには賞金総額300万円＆「K-1 WORLD GP」出場が約束される。ナビゲーターは眞木蔵人。

### 格闘代理戦争 K-1 FINAL WAR
第5シーズンも引き続きK-1。

## 配信時間

### 格闘代理戦争事前特番
2017年10月29日、日曜: 23:00 - 24:00

### 格闘代理戦争 RORD TO K-1 ＆300万
2017年11月12日 - 2018年2月4日
毎週日曜: 23:00 - 23:45（全12回）
※番組に関わる「Krush.84 2018.1.27 後楽園ホール」大会は番組外で生中継。また第8回、9回、12回は23:00 - 24:00
番組ナビゲーター：伊東紗冶子
主題歌: KICK THE CAN CREW「千％」

### 格闘代理戦争 2nd Season
2018年4月29日 - 7月25日（全13回）
第1回から第4回まで毎週日曜: 23:00 - 24:00、第5回以降は毎週土曜: 23:00 - 24:00、第9回、第12回は生中継のため21:30 - 23:00。第13回は22:00 - 22:45。
主題歌：GLIM SPANKY「愚か者たち」

### 格闘代理戦争 3rd Season
2018年9月29日 - 12月29日（全14回）、毎週土曜: 23:00 - 24:00
主題歌（オープニングテーマ）: 東京事変「閃光少女」

### 格闘代理戦争 4th Season
2019年4月6日 - 、毎週土曜: 22:00 - 23:00
配信チャンネルはいずれもAbemaSPECIALおよび格闘チャンネル
初となる団体戦を主軸としたマッチメイクや選手のオーダーや各チームの選手を決めるドラフト会議などが行われた。団体戦は「先鋒」･「中堅」･「大将」の3人からなり、6名の監督による陣営が事前に選手登録を行う。ドラフトで4人が指名されるが、事前に登録申請されなかった選手については、セコンドにつくのみとなっている。
主題歌（オープニングテーマ）: Zeebra「Neva Enuff feat. AKTION」

### 格闘代理戦争 K-1 FINAL WAR
2019年10月26日 - 、毎週土曜: 22:00 - 23:00
配信はAbemaSPECIAL 2チャンネルおよび格闘チャンネル
主題歌：KANDYTOWN「So Far」
エンディングテーマ：THE RAMPAGE from EXILE TRIBE「Move the World」

## 出演者

### レギュラー
- 実況：清野茂樹
- 解説：大沢ケンジ

### レジェンド＆原石（1st Season）
- 小川直也 & 小倉拓実
- 武尊 & 中嶋志津麻
- 魔裟斗 & 松村英明
- 山本“KID”徳郁 & スソン

### レジェンド＆原石（2nd Season）
- 青木真也 & 椿飛鳥
- 秋山成勲 & ユン ･ チャンミン
- 桜井"マッハ"速人 & 葛西和希
- 那須川天心 & 前田浩平
- 山本“KID”徳郁 & 辻本拳也

### レジェンド＆原石（3rd Season）
- 青木真也[注 1][5] ＆ 古瀬美月
- 秋山成勲 ＆ パク・ボヒョン
- 石浦将勝、宇野薫 ＆ Garu chan
- 菊田早苗 ＆ 梅原拓未
- 桜井"マッハ"速人 ＆ 平田樹
- 佐藤ルミナ ＆ MIO
- チームKRAZY BEE（朴光哲、矢地祐介）＆ あい(ai)
- V.V Mei ＆ 上野みずき

### レジェンド＆原石（4th Season）
選手の順番はドラフト指名の順位順（1位 ･ 2位 ･ 3位 ･ 4位）。
- 武尊 - 橋本実生･ 岡嶋形徒･ 倉田永輝･ 冨澤大智
- 皇治 - 松本日向･ 北村夏輝･ 梅田慎太郎･ 川口伶次
- 久保優太 - 山口浩太郎･ 福村啓太･ 宮本時代･ 此尾昂希
- 木村ミノル - 榊原達也･ 田勢ジャイル･ 片岡祐嘉･ 光原考音
- 芦澤竜誠 - 中澤誠弥･ 稲垣柊･ 国分勇太･ 高橋享祐
- ピーター・アーツ - 目黒翔大･ 池田幸司･ 水津空良･ アミン ･ エル ･ アッサリ

### レジェンド（K-1 FINAL WAR）
- 木村“フィリップ”ミノル
- 久保優太選手
- 皇治
- 武尊
- 魔裟斗
- 不可思
- ゲーオ・ウィラサクレック

## 対戦カード

### 格闘代理戦争 1st Season

#### 準決勝
小倉拓実（小川直也）VS 松村英明（魔裟斗）
中嶋志津麻（武尊）VS スソン（山本“KID”徳郁）

#### 決勝
松村英明（魔裟斗）VS 中嶋志津麻（武尊）

### 格闘代理戦争 2nd Season

#### 準決勝
葛西和希（桜井"マッハ"速人）VS 辻本拳也（山本“KID”徳郁）
ユン ･ チャンミン（秋山成勲）VS 前田浩平（那須川天心）

#### 決勝
辻本拳也（山本“KID”徳郁）VS ユン ･ チャンミン（秋山成勲）

### 格闘代理戦争 3rd Season

#### 一回戦
Garu chan（石浦将勝 ･ 宇野薫）VS 古瀬美月（青木真也）
あい(ai)（朴光哲 ･ 矢地祐介）VS 上野みずき（V.V Mei）
MIO（佐藤ルミナ）VS 梅原拓未（菊田早苗）
平田樹（桜井"マッハ"速人）VS パク ･ ボヒョン（秋山成勲）

#### 準決勝
古瀬美月（青木真也）VS  あい(ai)（朴光哲 ･ 矢地祐介）
MIO（佐藤ルミナ）VS 平田樹（桜井"マッハ"速人）

#### 決勝
古瀬美月（青木真也）VS 平田樹（桜井"マッハ"速人）

### 格闘代理戦争 4th Season

#### 一回戦
芦澤一家（芦澤竜誠）VS 久保ファミリー（久保優太）
皇治軍団（皇治）VS 木村組（木村"フィリップ"ミノル）

#### 準決勝
久保ファミリー（久保優太）VS【シード】ピーターズ（ピーター・アーツ）
【シード】 TEAM武尊（武尊）VS 皇治軍団（皇治）

#### 決勝
ピーターズ（ピーター・アーツ）VS TEAM武尊（武尊）

## 音楽
- 2nd Season 主題歌「愚か者たち」- GLIM SPANKY
- 3rd Season 主題歌「閃光少女」- 東京事変
- 4th Season 主題歌「Neva Enuff feat. AKTION」- Zeebra

## スタッフ
- 演出：マッコイ斉藤[15]
- ゼネラルプロデューサー：北野雄司（AbemaTV）[16]

## 芸人代理戦争
『芸人代理戦争』（げいにんだいりせんそう）は2019年から配信される格闘代理戦争のスピンオフ番組。格闘代理戦争の企画元にもなった、テレビ朝日放送の2017年度版についても記述する。

### 概要
著名格闘家が次世代格闘技選手を推薦、プロデュースする格闘代理戦争の枠組みをそのままお笑い芸人に置き換え、著名芸人が若手芸人を推薦、プロデュースし、4分間のネタを作りトーナメントで争う。2019年4月29日に第一弾を配信した。後述の理由により企画の先祖がえりともいえる。

### 出演
- MC：ヒロミ
- アシスタント：最上もが
- 進行：西澤由夏（AbemaTVアナウンサー）

#### レジェンド＆原石
- ロッチ & ブリリアン（ワタナベエンターテインメント）
- アンタッチャブル・柴田英嗣 & キズナ（プロダクション人力舎）
- とろサーモン & コウテイ（よしもとクリエイティブエージェンシー）
- ケンドーコバヤシ & インポッシブル（よしもとクリエイティブエージェンシー）
- TKO・木下隆行 & なすなかにし[18]（松竹芸能）
- 友近 & THIS IS パン（よしもとクリエイティブエージェンシー）
- ナイツ & オキシジェン（漫才協会）
- バイきんぐ・西村瑞樹[19] & や団（SMA）

### スタッフ
- 制作協力：極東電視台、AbemaProduction
- 制作著作：AbemaTV

### 芸人代理戦争（EXD44版）
テレビ朝日の番組「EXD44」内で2017年7月9日から8月13日まで3週間放送された企画。著名芸人が若手芸人を代理として立て闘わせるという構図は一緒であるが、団体戦であるのが大きな違い。またのちの格闘代理戦争、芸人代理戦争と違い、指導、プロデュースは行わない。勝者賞金は3万円だが、これも相手側チームの著名芸人から支払われる。
- 出演：伊達みきお（サンドウィッチマン）、石田明（NON STYLE）、大西洋平（テレビ朝日アナウンサー）
  - 伊達軍：わらふぢなるお、レッドガオ[22]、カミナリ、浜辺のウルフ、パーティ内山、東京ホテイソン
  - 石田軍：プラスマイナス、大自然、ZAZY、ニューヨーク、ヒューマン中村、霜降り明星

- 企画・ディレクター：小鴨翔（テレビ朝日）